# Мощаницька Дача
Мощаницька дача — заповідне урочище місцевого значення. Об'єкт розташований на території Ківерцівського району Волинської області, ДП «Цуманське ЛГ», Мощаницьке лісництво, кв. 50, вид. 36.
Площа — 8,6 га, статус отриманий у 1979 році. Утворений для збереження сосново-дубового насадження віком до 200 років.

## Галерея

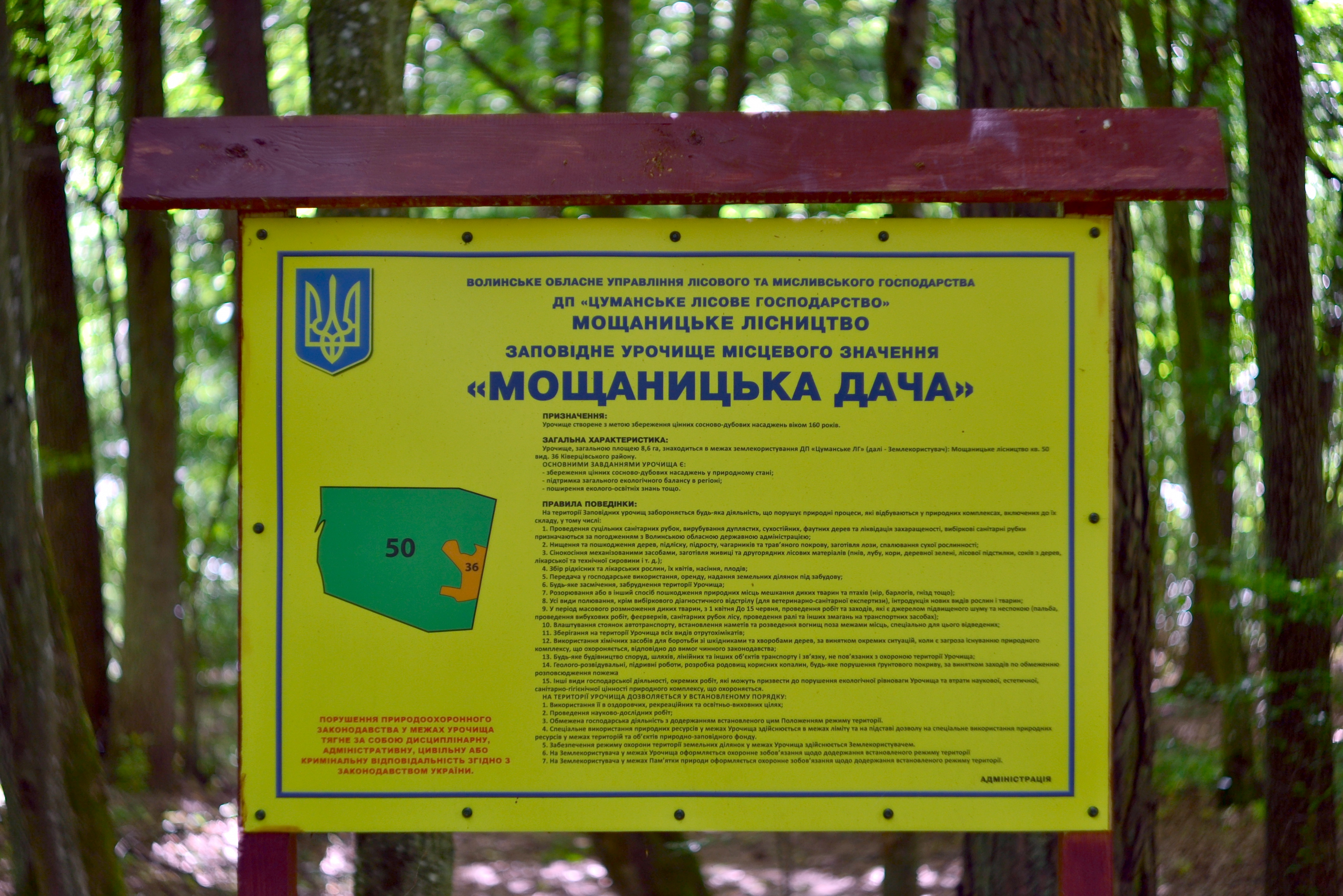
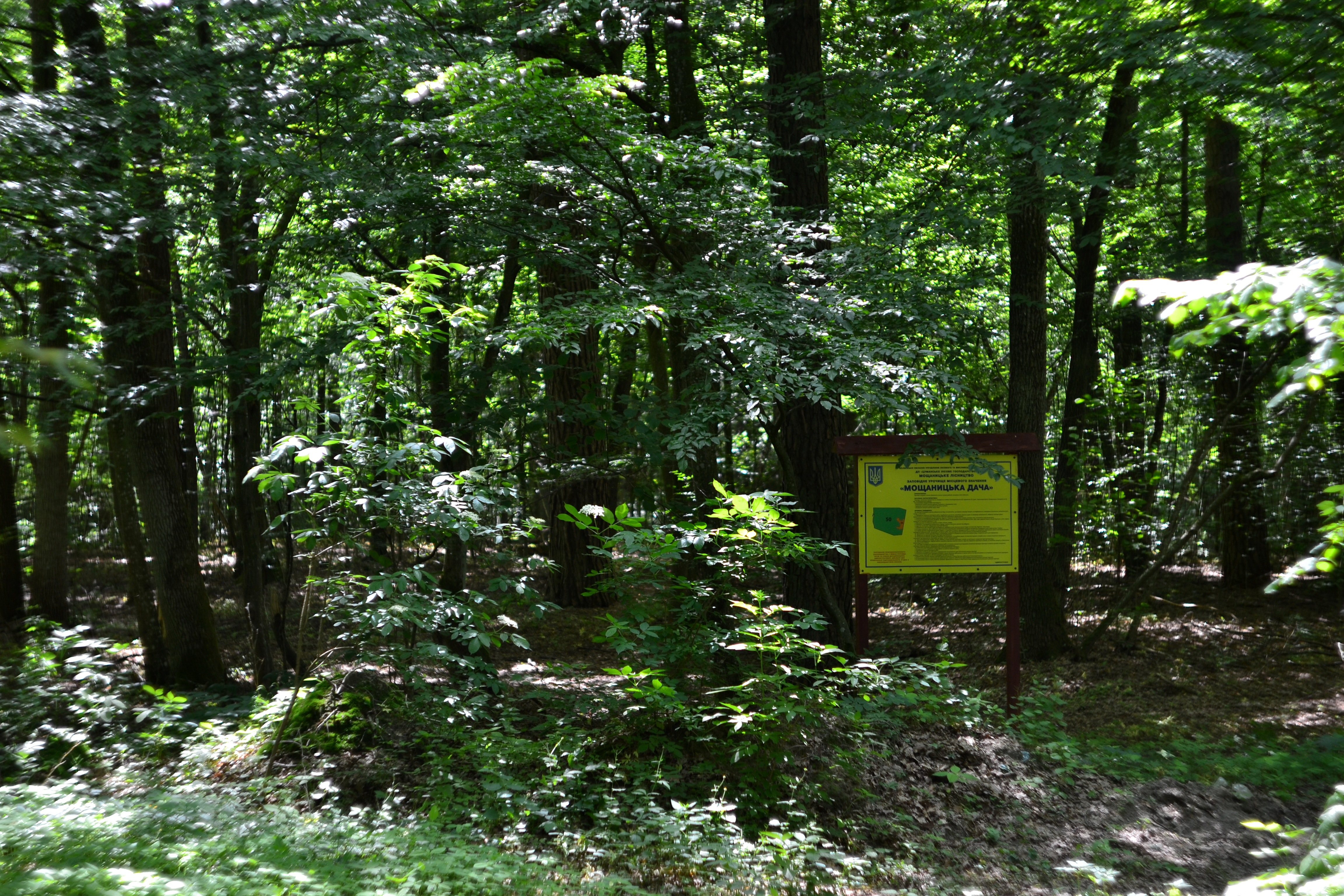
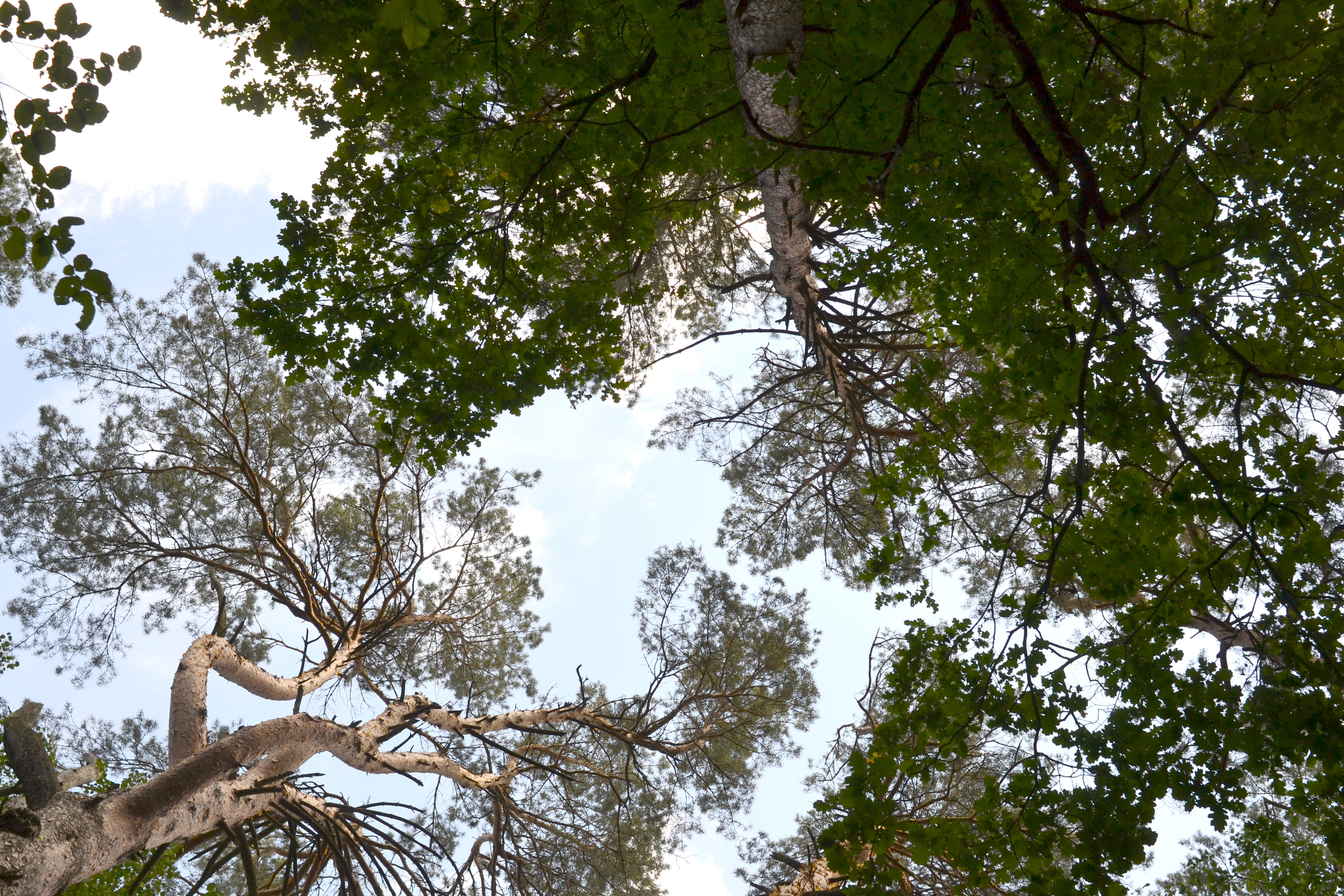